# Robbert van Zinnicq Bergmann
Robbert Jacques Emile Marie (Robbie) van Zinnicq Bergmann ('s-Hertogenbosch, 11 april 1917 - Vorden, 15 juni 2004) was een Nederlands oorlogsvlieger en hoveling. Aan het Nederlandse hof vervulde Van Zinnicq Bergmann 33 jaar lang de functie van hofmaarschalk.

## Leven en werk
Bergmann groeide op in huize De Ridderspoor in Vught als telg van een katholieke advocatenfamilie en studeerde rechten aan de Rijksuniversiteit te Utrecht toen de Duitsers Nederland binnenvielen.

### Oorlogsjaren
Hij was in 1939 gemobiliseerd en werd cavalerieofficier. Zo vocht Bergmann in de meidagen van 1940 tegen de Duitsers, waarbij hij gewond raakte. Na ontslag uit het hospitaal kwam hij in het verzet terecht. Hij probeerde uit Nederland te ontsnappen, hetgeen mislukte door verraad en hij moest onderduiken. Via de Brabantse dokter Hendrik Wiegersma uit Deurne kreeg hij een vals persoonsbewijs, waarna hij aan boord van een sleepboot naar België kon ontkomen. Via Frankrijk en Spanje kwam hij in Portugal terecht. Via Monte Carlo, Madrid en Lissabon, waar zijn achterneef, de daar geaccrediteerde jonge diplomaat Joseph Luns, hem kon helpen naar Engeland te ontkomen.
In Engeland ging de cavalerist Van Zinnicq Bergmann, door tussenkomst van Koningin Wilhelmina die meende dat iedereen het best tot zijn recht kwam in dat wapen waarvoor hij het meeste enthousiasme kon opbrengen, in dienst bij de RAF. Hij werd opgeleid tot gevechtspiloot en vloog op de Tiger Moth, de Harvard, de Master, de Spitfire en de Hurricane. Hij vloog boven Duitsland in vliegtuigen van het type Typhoon en werd met het DFC onderscheiden voor een raketaanval op Duitse tanks.
Hij vloog o.a. met Spitfires, Hurricanes en Typhoons. De Britten noemden hem 'Bergy'. Hij maakte deel uit van 181 Squadron. "Voor mij was de Typhoon liefde op het eerste gezicht. Van alles wat ik tot dan toe aan jachtvliegtuigen had gezien, zag deze er het agressiefste uit."
Na de invasie in Normandië werd Bergmann gestationeerd op een van de eerste Engelse vliegvelden in Frankrijk. Hij nam deel aan meer dan 100 missies in West-Europa, waaronder Operatie Market Garden en het beschieten van het hoofdkwartier van Seyss-Inquart.
Het doelwit van zaterdag 4 november 1944 was het noordelijk paviljoen bij de koninklijke stallen bij paleis Het Loo. Twaalf Typhoons van 181 Squadron vlogen vanuit Eindhoven naar Het Loo, dat voorheen door de Duitsers als hospitaal werd gebruikt. In het paviljoen bevond zich in 1944 echter een hoofdkwartier van de Waffen-SS. Het gebouw werd vernietigd en werd niet weer opgebouwd. Om de aandacht van de Duitsers af te leiden, werd er gelijktijdig door 247 Squadron in Apeldoorn een ander doel beschoten. Een van die Typhoons werd neergeschoten waarbij piloot David Wallace om het leven kwam.
Van Zinnicq Bergmann maakte na de Duitse capitulatie in de omgeving van Lübeck een geheim gehouden Duitse straaljager van het type Messerschmitt Me 262 buit.

### Na de oorlog
Van Zinnicq Bergmann wilde na zijn tweede demobilisatie in het bedrijfsleven gaan werken maar gaf gehoor aan een verzoek van koningin Wilhelmina om Erik Hazelhoff Roelfzema als adjudant te vervangen.
In 1946 werd Bergmann door koningin Wilhelmina aangewezen om Winston Churchill een week te begeleiden tijdens zijn bezoek aan Nederland. Zijn echtgenote Caroline Irmgard barones de Vos van Steenwijk (Noordwijk, 11 januari 1920) was grootmeesteres.
De rest van Van Zinnicq Bergmanns loopbaan stond in het teken van het Koninklijk Huis. Hij werd op 6 februari 1947 hofmaarschalk, een functie die hij tot 1 juni 1980 onder drie koninginnen uitoefende.
Van 1977 tot de abdicatie van koningin Juliana was de gezondheid van Van Zinnicq Bergmann niet goed. Daarom werd aan hem als assistent-hofmaarschalk toegevoegd de luitenant-kolonel der cavalerie P.A. Blussé van Oud-Alblas en als assistent-intendant de gepensioneerde kapitein-ter-zee vlieger G. Pauli. Deze twee assistenten hebben de renovatie van zowel het paleis Huis ten Bosch als paleis Noordeinde namens koningin Beatrix begeleid. Na de abdicatie werd P.A. Blussé de nieuwe hofmaarschalk en G. Pauli de nieuwe intendant. De dubbelfunctie die Van Zinnicq Bergmann bekleedde werd dus weer gesplitst.
Robbert van Zinnicq Bergmann haalde ondanks zijn drukke werkzaamheden aan het hof alsnog zijn doctoraal Nederlands recht en werd in de loop der jaren, naast zijn charge als hofmaarschalk, ook grootofficier van het Koninklijk Huis, intendant van de Koninklijke Paleizen te 's-Gravenhage, jagermeester voor Zuid-Holland en kamerheer in bijzondere dienst van de koningin. Binnen de luchtmacht bracht hij het tot Commodore titulair, een functie waaraan vanwege zijn positie in het Militaire Huis van de koningin geen werkzaamheden waren verbonden.
Robbert van Zinnicq Bergmann is zijn functie als hofmaarschalk blijven uitoefenen tot Beatrix in 1980 koningin werd. Op 29 november 1980 werd hij, die gedurende 33 jaar tal van staatsbezoeken organiseerde, van al zijn taken ontheven en tot jagermeester honorair benoemd. Hij bleef grootofficier van het Koninklijk Huis. 

## Onderscheidingen
Robbert van Zinnicq Bergmann was officier in de Orde van Oranje-Nassau met de zwaarden, commandeur in de Huisorde van Oranje, drager van het Vliegerkruis en het Kruis van Verdienste.
Hij droeg het Britse Distinguished Flying Cross en buitenlandse staatshoofden maakten hem lid van tal van ridderorden. Zo was hij Grootofficier in het Legioen van Eer, de Belgische Kroonorde en de Luxemburgse Orde van Militaire en Burgerlijke Verdienste van Adolf van Nassau. Hij was honorair ridder-commandeur in de Koninklijke Orde van Victoria.
Lijst van onderscheidingen (niet volledig):
- Distinguished Flying Cross (DFC), 15 mei 1945
- Kruis van Verdienste op 1 oktober 1942[3]
- Vliegerkruis op 22 september 1945[4]
- Oorlogsherinneringskruis
- Officier in de Orde van Leopold
- Croix de guerre 1940
- 1939-1945 Star
- France and Germany Star
- War Medal 1939-1945
- Grootofficier in het Legioen van Eer

## Boeken
Bergmann beschreef zijn herinneringen aan de oorlog in Het doel bereikt; het eerste exemplaar werd op 23 april 1990 op de plek waar het paviljoen stond aangeboden aan Prins Bernhard. In 1998 publiceerde Robbert van Zinnicq Bergmann zijn herinneringen onder de titel In dienst van drie vorstinnen. Het leven van een hofmaarschalk. Hoewel Bergmann goed aangeschreven stond bij zowel prinses Juliana als prins Bernhard en dit tamelijk onschuldige boekje nauwelijks privédetails over het Koninklijk Huis bevat, toonde koningin Beatrix zich onaangenaam getroffen door de publicatie.